# تجربة سولدارتي
تجربة سولدارتي لإيجاد العلاج أو (التجربة المتعاضدة لإيجاد العلاج) هي تجربة سريرية متعددة الجنسيات من المرحلة الثالثة إلى الرابعة تنظمها منظمة الصحة العالمية (دبليو إتش أوه) وشركاؤها من أجل مقارنة أربعة علاجات غير مختبرة على البشر في المستشفيات والمصابين بفيروس كوفيد-19 من النمط الحاد. أُعلن عن المحاكمة في 18 مارس 2020، واعتبارًا من 21 أبريل، كانت أكثر من 100 دولة قد شاركت. 
في مايو، أعلنت منظمة الصحة العالمية عن تحالف دولي لتطوير العديد من اللقاحات المرشحة في وقت واحد للوقاية من كوفيد-19، واصفة هذا الجهد بتجربة سولدارتي للقاحات.

## تجربة سولدارتي للمرشحين لتلقي العلاج
تهدف التجربة إلى إجراء تقييم سريع في الآلاف من الأشخاص المصابين بفيروس كوفيد-19 من أجل تقييم الفعالية المحتملة للعوامل المضادة للفيروسات ومضادات الالتهاب غير المقيمة بعد على وجه التحديد لمرض كوفيد-19، وهي عملية تسمى تغيير الغرض أو إعادة تحديد موضع دواء قد جرت الموافقة عليه بالفعل لمرض مختلف. 
صُمم مشروع التضامن لإعطاء رؤى سريعة للأسئلة السريرية الرئيسية: 
- هل أي من الأدوية تقلل من معدل الوفيات؟
- هل تقلل أي من الأدوية من فترة دخول المريض المستشفى؟
- هل تؤثر العلاجات على حاجة الأشخاص المصابين بالالتهاب الرئوي الناجم عن كوفيد-19 إلى التهوية أو الإبقاء عليهم في العناية المركزة؟
- هل يمكن استخدام مثل هذه الأدوية لتقليل عدوى فيروس كوفيد-19 لدى موظفي الرعاية الصحية والأشخاص المعرضين لخطر الإصابة بمرض شديد؟

بُسط تسجيل الأشخاص المصابين بعدوى كوفيد-19 باستخدام إدخالات البيانات، بما في ذلك الموافقة المستنيرة، على موقع ويب لمنظمة الصحة العالمية. بعد أن يحدد طاقم التجربة الأدوية المتاحة في المستشفى، يقوم موقع منظمة الصحة العالمية على الإنترنت بتعيين عشوائي للمريض في المستشفى إلى أحد الأدوية التجريبية أو إلى مستوى رعاية المستشفى لعلاج كوفيد-19. يسجل طبيب ما التجربة ويقدم معلومات المتابعة حول حالة الموضوع والعلاج، ويكمل إدخال البيانات عبر موقع منظمة الصحة العالمية للتضامن. تصميم تجربة سولدارتي ليس مزدوج التعمية -وهو المعيار المعتاد في التجارب السريرية عالية الجودة- لكن منظمة الصحة العالمية احتاجت إلى السرعة مع الجودة للتجربة في العديد من المستشفيات والبلدان. يقوم مجلس مراقبة السلامة العالمي لأطباء منظمة الصحة العالمية بفحص النتائج المؤقتة للمساعدة في اتخاذ قرارات بشأن سلامة وفعالية الأدوية التجريبية، وتغيير تصميم التجربة أو التوصية بعلاج فعال. بدأت دراسة مماثلة على شبكة الإنترنت لتجربة سولدارتي تسمى (ديسكوفري) في سبع دول من قبل إنسيرم (باريس، فرنسا).
تسعى تجربة سولدارتي إلى تنفيذ التنسيق عبر مئات مواقع المستشفيات في بلدان مختلفة -بما في ذلك تلك ذات البنية التحتية الضعيفة للتجارب السريرية- ومع ذلك يجب إجراؤها بسرعة. وفقًا لجون آرني روتنغن، الرئيس التنفيذي لمجلس الأبحاث في النرويج ورئيس اللجنة التوجيهية الدولية لتجربة التضامن، فإن التجربة سوف تُعتبر فعالة إذا حُددت العلاجات التي تعمل على تقليل نسبة المرضى الذين يحتاجون إلى أجهزة التنفس الصناعي، على سبيل المثال: 20 ٪، يمكن أن يكون لذلك تأثير كبير على أنظمة الرعاية الصحية الوطنية لدينا.

### تصميم متكيف
وفقًا للمدير العام لمنظمة الصحة العالمية، فإن الهدف من التجربة هو "تقليل الوقت اللازم بشكل كبير لتوليد أدلة قوية حول ماهية الأدوية الفعالة"، وهي عملية تستخدم التصميم التكيفي. تطبق تجارب سولدارتي ويوروبيان ديسكوفري تصميمًا متكيفًا لتغيير معايير التجربة بسرعة عند ظهور نتائج من أربع استراتيجيات علاجية تجريبية. 
قد تؤدي التصميمات التكيفية في التجارب السريرية الجارية من المرحلة الثالثة إلى الرابعة -كمشاريع التضامن والاكتشاف مثلًا- إلى تقصير مدة التجربة واستخدام عدد أقل من الموضوعات، وربما تسريع قرارات الإنهاء المبكر لتوفير التكاليف إذا كانت النتائج المؤقتة سلبية. إذا أظهر مشروع التضامن دليلًا مبكرًا على النجاح، فيمكن إجراء تغييرات في التصميم عبر المواقع الدولية للمشروع بسرعة لتعزيز النتائج الإجمالية للأشخاص المتضررين وتسريع استخدام الدواء العلاجي.

## العلاجات المرشحة قيد الدراسة
جرت الموافقة على الأدوية الفردية أو المجمعة التي تُدرس في مشاريع التضامن والاكتشاف للأمراض الأخرى. هم:
- ريمديسفير
- لوبينافير / ريتونافير مجتمعين
- لوبينافير / ريتونافير مع إنترفيرون-بيتا
- هيدروكسي كلوروكين أو كلوروكين (توقف بسبب عدم وجود فائدة في يونيو 2020).

نظرًا للمخاوف المتعلقة بالسلامة والأدلة على عدم انتظام ضربات القلب ما أدى إلى ارتفاع معدلات الوفيات، قامت منظمة الصحة العالمية بتعليق استخدام هيدروكسي كلوروكوين في تجربة سولدارتي في أواخر مايو 2020، على الرغم من إعادته، ثم سحبه مرة أخرى عند إجراء تحليل مؤقت في يونيو أظهر أن هيدروكسي كلوروكين لا يقدم أي فائدة للأشخاص في المستشفى المصابين بفيروس كوفيد-19 من نمط شديد.

## الدعم والمشاركة
بلغ تمويل تجربة سولدارتي خلال شهر مارس 108 ملايين دولار أمريكي من 203 ألف تبرع فردي، ومنظمات خيرية وحكومات، مع 45 دولة مشاركة في التمويل أو إدارة التجارب. اعتبارًا من أبريل 2020، كانت الدول المشاركة هي الأرجنتين والبحرين وبروناي دار السلام وكندا وفرنسا وإندونيسيا وإيران وماليزيا وميانمار وكوريا الشمالية والنرويج والفلبين والبرتغال وجنوب إفريقيا وإسبانيا وكوريا الجنوبية وسويسرا وتايلاند.

## تجربة التضامن لمرشحي اللقاح
طورت منظمة الصحة العالمية تحالفًا متعدد الجنسيات لعلماء اللقاحات من أجل تحديد ملف تعريف المنتج المستهدف العالمي (تي بّي بّي) لكوفيد-19، وتحديد السمات المفضلة للقاحات الآمنة والفعالة ضمن فئتين عريضتين: (لقاحات لحماية طويلة الأجل للأشخاص المعرضين لخطر أكبر من كوفيد-19، مثل العاملين في مجال الرعاية الصحية)، ولقاحات أخرى لتوفير مناعة سريعة الاستجابة لتفشي الأمراض الجديدة. شُكل فريق تي بّي بّي الدولي من أجل 1) تقييم تطوير اللقاحات المرشحة الواعدة؛ 2) رسم خريطة للقاحات المرشحة وتجاربها السريرية في جميع أنحاء العالم، ونشر نظرة شاملة للقاحات قيد التطوير؛ 3) تقييم وفحص اللقاحات المرشحة الواعدة في وقت واحد قبل اختبارها على البشر؛ 4) تصميم وتنسيق تجربة دولية معشاة ذات شواهد متعددة المواقع -تجربة سولدارتي للقاحات - من أجل تمكين التقييم المتزامن لفوائد ومخاطر اللقاحات المختلفة المرشحة في إطار التجارب السريرية في البلدان التي توجد بها معدلات عالية من الإصابات بكوفيد-19، ما يضمن سرعة تفسير ومشاركة النتائج حول العالم. سوف يعطي تحالف لقاحات منظمة الصحة العالمية الأولوية للقاحات التي يجب أن تدخل في المرحلة الثانية والثالثة من التجارب السريرية، ويحدد بروتوكولات المرحلة الثالثة المنسقة لجميع اللقاحات التي تحقق المرحلة التجريبية المحورية.